# آيت ماجدن
آيت ماجدن هي قرية مغربية شمال المملكة. تنتمي آيت ماجدن لإقليم أزيلال الساحلي. تضم هذه القرية 15.831 نسمة (إحصاء 2004).

## دواوير الجماعة
- ايت غلوس ايزيامن ايت صالح واويزغت واريد كرول